# دينيسي إغر
دينيسي إغر (بالإنجليزية: Denise Eger)‏ هي حاخامة أمريكية، ولدت في 14 مارس 1960 في بيتسبرغ في الولايات المتحدة.